# ماكس تريجو
ماكس تريجو (بالإسبانية: Max Trejo)‏ هو لاعب كرة قدم مكسيكي في مركز حراسة المرمى، ولد في 10 أبريل 2002 في مدينة مكسيكو في المكسيك. لعب مع سويب بارك رينجرز.